# Trombocytopenie
Trombocytopenie je snížené množství trombocytů (krevních destiček). Jedná se o stav, kdy množství trombocytů v periferní krvi klesne pod 10×10⁹/l. Podle příčiny onemocnění se trombocytopenie dělí na:
- způsobenou virovým onemocněním, nádorovým procesem nebo metabolickou poruchou,
- způsobenou krátkým přežíváním trombocytů (např. pro přítomnost protilátek),
- způsobenou zvýšenou ztrátou trombocytů v krevním oběhu (např. při transfúzi, mimotělním oběhu).

U dospělých probíhá onemocnění často chronicky, u dětí jde zpravidla o akutní stav. Onemocnění je častější u žen než u mužů.

## Projevy
Objevují se petechie a různá podkožní krvácení, gynekologické krvácení či krvácení do gastrointestinálního ústrojí. Je nutné vyšetření krevního obrazu s diferenciálem a při zjištění sníženého počtu trombocytů i provedení testů na srážlivost a koaguační vyšetření (APTT a Quickův test).
Ke snížení počtu trombocytů může docházet z různých příčin. Může provázet jiná onemocnění např. leukémie, poruchy kostní dřeně, imunitní onemocnění nebo může vznikat následkem užívání řady léků.
Krvácivé projevy se vyskytují nejčastěji u těžké formy trombocytopenie, nemusí k nim ale docházet vždy. Při méně závažné trombocytopenii ke krvácivým projevům dochází častěji v případech narušení i druhé složky krevního srážení (tvorba fibrinogenu) nebo při dalších onemocněních (např. vředová choroba žaludku, děložní myomy atd.).

## Terapie
Akutní stavy se léčí podáváním imunoglobulinů popřípadě transfúze trombocytů. U chronických stavů se podávají kortikoidy nebo se provádí jiná forma imunosupresivní léčby.